# Epfig
Epfig ist eine französische Gemeinde mit 2246 Einwohnern (Stand 1. Januar 2021) im Département Bas-Rhin in der Europäischen Gebietskörperschaft Elsass und in der Region Grand Est. Die Einwohner nennen sich (im Französischen) Epfigeois oder Epfigeoises. Die Partnergemeinde von Epfig ist Welkenraedt in Belgien.

## Geschichte
Von 1871 bis zum Ende des Ersten Weltkrieges gehörte Epfig als Teil des Reichslandes Elsaß-Lothringen zum Deutschen Reich und war dem Kreis Schlettstadt im Bezirk Unterelsaß zugeordnet.

### Bevölkerungsentwicklung
| 1910 | 1962 | 1968 | 1975 | 1982 | 1990 | 1999 | 2008 | 2017 |
| ---- | ---- | ---- | ---- | ---- | ---- | ---- | ---- | ---- |
| 2208 | 1718 | 1666 | 1691 | 1704 | 1753 | 1947 | 2140 | 2267 |

## Verkehr
Der Bahnhof Epfig im Ortsteil Finkweiler liegt an der Bahnstrecke Sélestat–Saverne und ist mit TER-Zügen an Strasbourg und Sélestat angebunden.

## Sehenswürdigkeiten
- Kapelle Sainte-Marguerite mit einem Beinhaus

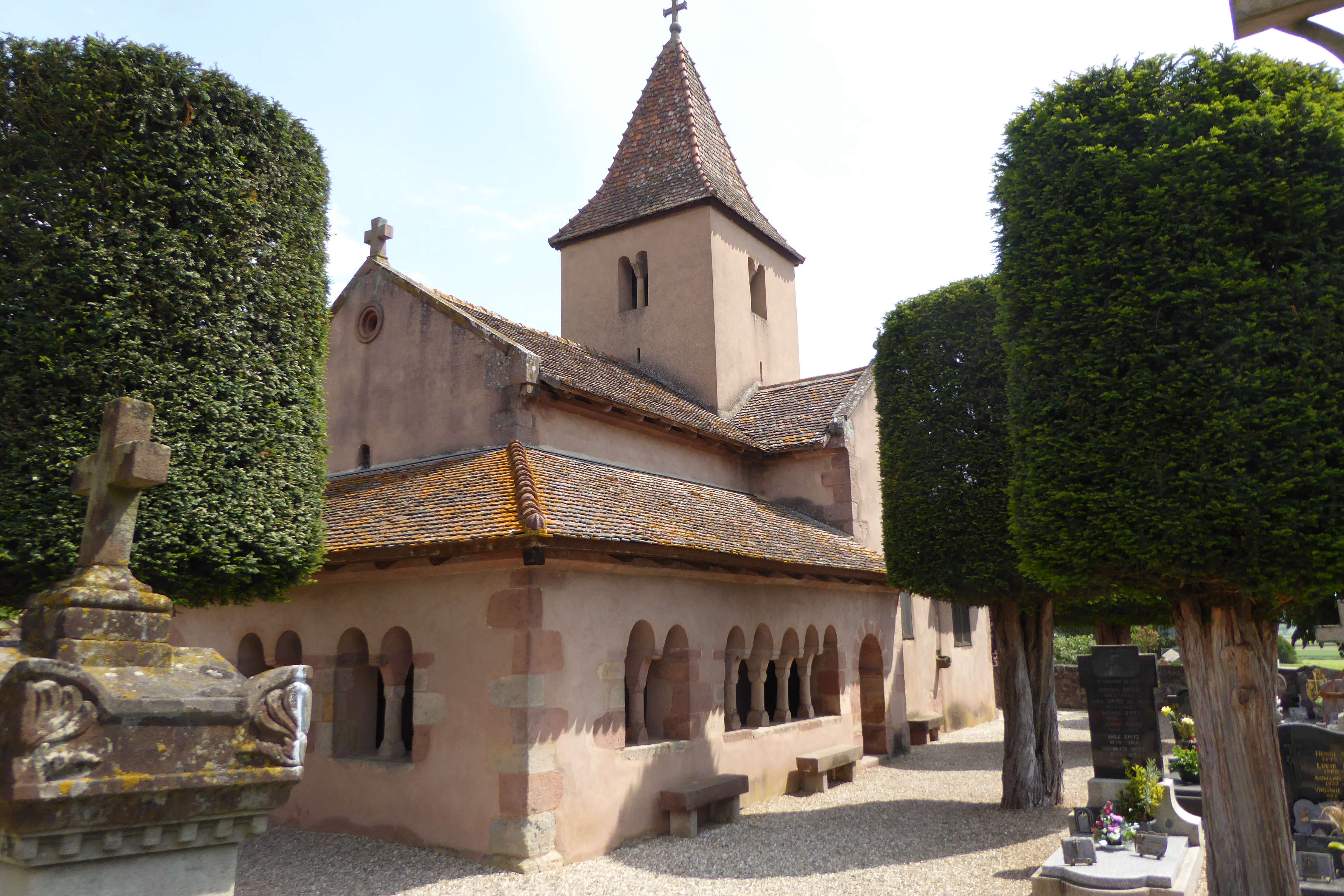
Kapelle Sainte-Marguerite

## Persönlichkeiten
- Franz Nebel, auch François Nebel (1785–1859), Straßburger Bankier und Präsident der Handelskammer des Départements Bas-Rhin